# خصالی هروی تونی
محمد حیدر خصالی معروف به خصالی هروی تونی از خوشنویسان و شعرای قرن دهم و یازدهم ه ق در شهر تون دیده به جهان گشود. ملا عبدالنبی فخر الزمان قزوینی در کتاب تذکرهٔ پیمانه می‌افزاید:
«یکی از شعرای بنام این ایام خجسته و فرجام است و خط نستعلیق را به‌غایت خوب می‌نویسد و در شهر فهمی و انشاء مهارت تمام دارد، خصالی در صغر سن از تون به دارالامان هندوستان آمده و تعلیم شعر و آداب شاعری از برادر بزرگتر خود وجهی تونی اشتهار یافته فرا گرفته است. اقسام ابیات آن گرامی سخنور تا غایتی که محقر را بدو ملاقات شد به چهار هزار بیت و این چند بیت از ابیات غزلیات اوست»
| دی نگاهم چو صابر گل آن رو می‌گشت    |  | دل چو سحر از پی آن نرگس جادو می‌گشت |
| شب بسر گشتگی فکر توأم، چشم در آب   |  | همچو گرداب، بر آئینهٔ زانو می‌گشت    |
| آسمان خواست که سنجد بتو خورشیدش را |  | هر طرف نام تو بردند ترازو می‌گشت    |
| همچو دود سر شمع و پر پروانه، ز شوق |  | بر سرش گیسو و دل بر سر گیسو می‌گشت  |